# Temptation (film 1915)
Temptation è un film muto del 1915 diretto e prodotto da Cecil B. DeMille. Gli interpreti erano Geraldine Farrar e Theodore Roberts.

## Trama
Renee Dupree, una cantante dalla bellissima voce ma sconosciuta, ha ottenuto il ruolo da protagonista in un'opera prodotta dall'impresario Otto Muller. Quando però scopre che in cambio dovrebbe diventare la sua amante, respinge le avances di Muller, venendo licenziata in tronco. Il vendicativo impresario, poi, licenzia pure Julien, un povero compositore, avendo saputo che è il fidanzato della cantante. Senza un soldo, Julien è costretto ad andare a lavorare in una fonderia. Ma le fatiche del duro lavoro lo portano ad ammalarsi. Renee, per aiutarlo, decide di cedere alle profferte di Muller. Dopo lo spettacolo che la consacra stella dell'opera, Renee si reca da Muller per mantenere la sua promessa. Ma lo trova morto, ucciso da una ex amante abbandonata.

## Produzione
Il film fu prodotto dalla Jesse L. Lasky Feature Play Company. Venne girato dal 27 luglio al 10 agosto 1915 con un budget stimato di 22.472 dollari.

## Distribuzione
Distribuito dalla Famous Players-Lasky Corporation e dalla Paramount Pictures, il film uscì nelle sale il 30 dicembre 1915. Nel 1919, ne venne curata una riedizione distribuita il 2 marzo. In Francia, il film è conosciuto con il titolo Tentation. Negli Stati Uniti, il film incassò un totale di 102.437 dollari.